# Чжу Ужуй, Иоанн Батист
Иоанн Батист Чжу Ужуй (1883 г., Чжуцзяхэ, провинция Хэбэй, Китай — 19.08.1900 г., Луцзячжуан, провинция Хэбэй, Китай) — святой Римско-Католической Церкви, мученик.

## Биография
Иоанн Батист Чжу Ужуй родился в католической семье в 1883 году в деревне Чжуцзяхэ в провинции Хэбэй.
В 1899 году в Китае началось ихэтуаньское восстание боксёров, во время которого жестоко преследовались христиане. 18 августа 1900 года, когда село Чжуцзяхэ было занято повстанцами, Иоанн Батист Чжу Ужуй смог скрыться от боксёров и отправился в соседнее село Луцзячжуан, чтобы предупредить проживавших там католиков о грозящей опасности. Около села Луцзячжуан его задержал префект провинции, который допросил его и когда узнал, что он христианин, потребовал отречься от христианства. Иоанн Батист Чжу Ужуй остался верен своей вере и тогда префект провинции передал его в руки повстанцев, которые отрубили ему голову. Его голову повстанцы повесили на дереве для устрашения других католиков.

## Прославление
Иоанн Батист Чжу Ужуй был беатифицирован 17 апреля 1955 года Римским Папой Пием II и канонизирован 1 октября 2000 года Римским Папой Иоанном Павлом II вместе с группой 120 китайских мучеников.
День памяти в Католической Церкви — 9 июля.

## Источник
- George G. Christian OP, Augustine Zhao Rong and Companions, Martyrs of China, 2005, стр. 82  (англ.)